# Vapor Valdivia
El Valdivia, fue un vapor de la Armada de Chile, y el segundo buque de la citada armada en portar ese nombre. Fue comprado en Inglaterra durante la Guerra contra España.
El vapor contaba con tres botes de un andar de 9 nudos para uso de torpedos.
Al ser transportado para unirse a las fuerzas aliadas chileno-peruanas fue perseguido por el vapor de ruedas español Isabel II desde Burdeos logrando burlarla en Madeira, para luego dirigirse a Brasil y de allí a Chile. Arribó a Valparaíso en 1866.
En 1871 funcionó en él Escuela Naval en 1869 y en 1873 la Escuela de Grumetes.
Durante la Guerra del Pacífico, ya convertido en pontón, arribó a Antofagasta, el 22 de mayo de 1879, junto con los transportes Huanay, Itata, Rímac. En 1880 se le llevó a Pacocha, como depósito de marineros.